# シャーロット・ゾロトウ
シャーロット・ゾロトウ（Charlotte Zolotow,1915年6月26日 – 2013年11月19日）は、アメリカ人児童文学作家、詩人である。2013年11月19日に死去。
1915年、アメリカバージニア州ノーフォーク生まれ。

## 主な著書
- The Park Book（『こうえんのいちにち』）, イラスト H・A・レイ (1944)
- The Storm Book（『あらしのひ』）, イラストMargaret Bloy Graham (1952)
- Do You Know What I'll Do?（『はるになったら』）, イラスト ガース・ウィリアムズ (1958)
- When the Wind Stops（『かぜはどこへいくの』）, イラストJoe Lasker (1962); イラスト ハワード・ノッツ (1975); イラストStefano Vitale (1995) : 2015年フェニックス絵本賞オナー受賞
- Mr. Rabbit and the Lovely Present, イラスト モーリス・センダック (1963)
- If It Weren't for You, イラストBen Shecter (1966)
- William's Doll（『ぼくは赤ちゃんがほしいの』）, イラスト ウィリアム・ペン・デュボア (1972)
- My Grandson Lew（『おじいちゃんがだっこしてくれたよ』）, イラスト:ウィリアム・ペン・デュボア(1974)
- River Winding (1978)
- I Know a Lady（『おばあちゃんとわたし』）, イラストJames Stevenson (1984)
- Snippets: A Gathering of Poems, Pictures, and Possibilities (1993)
- Who is Ben?, イラストKathryn Jacobi (1997)
- Some Things Go Together（『いっしょってうれしいな』）, イラストAshley Wolff (1999)
- The Beautiful Christmas Tree（『しあわせなモミの木』）, イラストYan Nascimbene (1999)

## 日本語訳された作品
- 『かぜはどこへいくの』ハワード・ノッツ絵、偕成社、1981年
- 『ねえさんといもうと』世界傑作絵本シリーズ、マーサ・アレグザンダー絵、やがわすみこ訳、福音館書店、1981年
- 『いつかはきっと…』アーノルド・ローベル絵、ほるぷ出版、1982年
- 『いち、に、のさんぽ』シンディ・ウィラー絵、トモ企画、1983年
- 『うさぎさんてつだってほしいの』モーリス・センダック絵、冨山房、1983年
- 『おばあちゃんとわたし』あかねせかいの本、ジェームズ・スチブンソン絵、掛川恭子訳、あかね書房、1986年
- 『こうえんのいちにち』H・A・レイ絵、中川健蔵訳、文化出版局、1989年
- 『あなたは　だれ？』ライス・キャサル絵、みらいなな訳、童話屋、1990年
- 『あたらしい　ぼく』エリック・ブレグヴァッド絵、みらいなな訳、童話屋、1990年
- 『いっしょってうれしいな』カレン・ギュンダシャイマー絵、みらいなな訳、童話屋、1991年
- 『まっててね』エリック・ブレグヴァッド絵、みらいなな訳、童話屋、1991年
- 『いまが　たのしいもん』エリック・ブレグヴァッド絵、みらいなな訳、童話屋、1991年
- 『ことりは　どこ？』ナンシー・タフリ絵、みらいなな訳、童話屋、1991年
- 『しあわせなモミの木』ルース・ロビンス絵、みらいなな訳、童話屋、1991年
- 『にいさんといもうと』岩波の子どもの本、メアリ・チャルマーズ絵、矢川澄子訳、岩波書店、1992年
- 『おかあさん』アニタ・ローベル絵、みらいなな訳、童話屋、1993年
- 『パリのおつきさま』タナ・ホーバン写真、みらいなな訳、童話屋、1993年
- 『あらしのひ』マーガレット・ブロイ・グレーアム、松井るり子訳、ほるぷ出版、1995年
- 『おとなになる日』ルース・ロビンス絵、みらいなな訳、童話屋、1996年
- 『けんか』ともだち絵本、ベン・シェクター絵、みらいなな訳、童話屋、1997年
- 『なかよし』ともだち絵本、ベン・シェクター絵、みらいなな訳、童話屋、1997年
- 『ぼくが父さんなら』ヒラリー・ナイト絵、みらいなな訳、童話屋、1998年
- 『わたしが母さんなら』ヒラリー・ナイト絵、みらいなな訳、童話屋、1998年
- 『うさぎのだいじなみつけもの』ヘレン・クレーグ絵、松井るり子訳、ほるぷ出版、1998年
- 『はるになったら』ガース・ウィリアムズ絵、おびかゆうこ訳、徳間書店、2003年
- 『おはよう・おやすみ』パメラ・パパローン絵、くどうなおこ訳、のら書店、2004年
- 『おじいちゃんがだっこしてくれたよ』ウィリアム・ペーヌ・デュ・ボア絵、みらいなな訳、童話屋、2007年
- 『ぼくは赤ちゃんがほしいの』ウィリアム・ペーヌ・デュ・ボア絵、みらいなな訳、童話屋、2007年
- 『なかなおり』アーノルド・ローベル絵、みらいなな訳、童話屋、2008年
- 『おとうさん』ベン・シェクター絵、みらいなな訳、童話屋、2009年